# جي وي
جي وي (بالصينية: 纪伟) هو منافس ألعاب قوى صيني، ولد في 5 فبراير 1984 في تيانجين في الصين.

## وصلات خارجية
- جي وي على موقع الاتحاد الدولي لألعاب القوى (الإنجليزية)
- جي وي على موقع أوليمبيديا (الإنجليزية)
- جي وي على موقع اللجنة الأولمبية الصينية (الإنجليزية)